# Cairema
Cairema (Kairema) ist eine osttimoresische Aldeia im Suco Faturilau (Verwaltungsamt Lequidoe, Gemeinde Aileu). 2015 lebten in der Aldeia 476 Menschen.

## Geographie und Einrichtungen
Die Aldeia Cairema bildet den Norden des Sucos Faturilau. Südlich liegt die Aldeia Lebumeran. Im Westen grenzt Cairema an den Suco Bereleu, im Norden an das Verwaltungsamt Remexio mit seinen Sucos Fadabloco und Faturasa, im Osten an das zur Gemeinde Manatuto gehörende Verwaltungsamt Laclubar mit seinem Suco Funar und im Südosten an das zur Gemeinde Manufahi gehörende Verwaltungsamt Turiscai mit seinem Suco Fatucalo. Die Nordgrenze zu Remexio bildet der Coumai, der später als Noru an der Grenze zu Manatuto in den Nördlichen Lacló fließt, dem Grenzfluss zu Manatuto. Er entsteht aus dem Zusammenfluss des von Süden kommenden Hatobutaban und des Eratihamaubere, dem  Grenzfluss zwischen Cairema und Manufahi. In den Eratihamaubere fließt auch der Grenzfluss zwischen Cairema und Lebumeran, der Orlaunic, der als Orlaquru aus Bereleu im Westen kommt.
Aus Bereleu kommt auch die Hauptstraße Cairemas, die fast die gesamte Aldeia durchquert, doch im Osten schließlich nach Norden schwenkt und am Ufer des Noru endet. An ihr befindet sich im Westen das Dorf Cairema mit dem Sitz des Sucos Faturilau, einer Grundschule, der Kapelle Nossa Senhora dos Dores sowie einem Hubschrauberlandeplatz für Notfälle. Zwei kleine  Weiler sind im Westen über Pisten mit der Straße verbunden. Eine weitere Piste zweigt nach Süden in Richtung der Aldeia Lebumeran ab. Der Osten Cairemas ist unbesiedelt.